# Volpe a Nove Code (Naruto)
Kurama (九喇嘛?, Kurama, lett. "Nove Lama"), più comunemente noto come Volpe a Nove Code (九尾の猫俣?, Kyūbi no yōko) o Demone a Nove Code (九尾の尾獣?, Kyūbi no bijū), è un personaggio immaginario del manga Naruto, scritto e disegnato da Masashi Kishimoto. Compare anche nella serie televisiva anime da esso tratto e in altre opere derivate.
Considerato il cercoterio più potente che appaia nella serie, in grado di abbattere montagne e provocare maremoti con un singolo colpo di una delle sue code, il demone è una bestia di pura malvagità, intelligente, sadico e aggressivo. Quando attaccò il Villaggio della Foglia, il Quarto Hokage lo sigillò dentro un neonato di nome Naruto Uzumaki, suo figlio, utilizzando due Sigilli quadrangolari. L'unione tra i due fa sì che possano vivere in simbiosi e che il protagonista del manga abbia numerosi poteri per mezzo del chakra della Volpe.

## Creazione e sviluppo del personaggio
La prima apparizione del demone volpe è avvenuta in un episodio pilota del manga pubblicato sulla rivista Akamaru Jump nell'agosto 1997 in cui è il demone a trasformarsi in Naruto e non viceversa. Per la serie regolare Kishimoto decise di cambiare tale particolare in seguito a una riunione con il suo redattore, poiché sarebbe stato difficile per il lettore immedesimarsi in una volpe. Considerate queste modifiche l'autore, prima della pubblicazione della serie su Shōnen Jump, concepì il demone in modo diverso adattandolo al suo nuovo ruolo: nell'episodio pilota, infatti, la volpe aveva delle dimensioni decisamente più piccole rispetto a quella della serie regolare indossando inoltre gli stessi occhiali portati da Naruto prima di diventare Genin.
(Masashi Kishimoto riferendosi al primo schizzo della Volpe.)
Il primo abbozzo del demone realizzato pensando alla serie regolare venne disegnato velocemente prima della pubblicazione e colpì Kishimoto a tal punto da lasciarlo immutato; sempre secondo l'autore, da quel disegno nacque la visione del mondo di Naruto da cui è partito lo sviluppo dei personaggi e della storia. La Volpe fa la sua prima apparizione nel primo capitolo del manga, venendo rappresentata in una sola immagine prima di essere sigillata dal Quarto Hokage nel corpo di Naruto: questo è il primo momento del manga in cui il demone è mostrato a grandezza naturale.

## Storia

L'occhio di Kurama

Considerato il più potente dei cercoteri, come gli altri Kurama originariamente faceva parte del Decacoda, il demone originale sigillato nel corpo dell'Eremita delle Sei Vie.
Molti anni dopo Kurama venne soggiogata da Madara Uchiha, che la utilizzò nello scontro con Hashirama Senju nella Valle dell'Epilogo; in seguito alla sconfitta di Madara, il Primo Hokage divise i cercoteri tra i vari paesi in modo da mantenere in equilibrio le forze militari e Kurama entrò in possesso del Villaggio della Foglia: venne sigillata prima in Mito Uzumaki, moglie dello stesso Primo Hokage, e successivamente in Kushina Uzumaki, moglie del Quarto Hokage.
Al momento della nascita di Naruto, Tobi si approfittò dell'indebolimento del sigillo dovuto al parto e riuscì ad estrarre la Volpe da Kushina, soggiogarla con il suo Sharingan e scatenarla sul Villaggio della Foglia: Minato, utilizzando il Sigillo del diavolo, riuscì a separare il chakra della Volpe in due parti e a sigillare in sé la metà Yin, quella più negativa; utilizzando invece due Sigilli quadrangolari riuscì a rinchiudere in Naruto la metà Yang in modo che tra i loro chakra sia possibile una sorta di simbiosi e a lasciarvi una traccia della propria essenza e di quella della moglie. La chiave per aprire il sigillo venne affidata a Gerotora, che poi la portò a Jiraiya.

Il sigillo che contiene il demone

La presenza di Kurama offre a Naruto una serie di notevoli vantaggi, come ad esempio una capacità di guarigione e di recupero notevolmente superiore al normale; la prima volta che accede al suo chakra si ha invece nello scontro con Zabuza Momochi e Haku: la grande potenza acquisita presenta però come effetto collaterale la progressiva scomparsa della sua personalità in favore di quella della bestia, anche perché il fattore scatenante è quasi sempre la collera. Per ottenere il suo chakra, Naruto deve dialogare con Kurama nella sua mente: la Volpe acconsente, divertita dalla sfacciataggine con cui il ragazzo lo pretende come pagamento per la sua permanenza nel suo corpo ma anche perché conscia del legame tra loro. Naruto utilizzerà il chakra di Kurama nello scontro con i ninja della Sabbia e contro Orochimaru nella Foresta della Morte: proprio il ninja leggendario modificherà il sigillo rendendolo instabile, cosa che verrà poi corretta da Jiraiya. Nello scontro con Sasuke che determina la fine della prima parte della storia Naruto arriva a sviluppare la seconda coda del manto della Volpe.
Durante gli anni di allenamento con Jiraiya Naruto impara a gestire il chakra della Volpe fino allo sviluppo della terza coda; allo sviluppo della quarta il suo aspetto cambia radicalmente ma soprattutto Naruto perde del tutto il controllo di sé: la prima volta in cui successe ridusse in fin di vita il suo maestro mentre nella seconda, durante lo scontro con Orochimaru, Naruto ferì Sakura e venne fermato con grande difficoltà da Yamato.
Successivamente la Volpe riappare quando Sasuke penetra nella mente di Naruto grazie allo Sharingan: il demone riconosce subito l'Uchiha proprio per i suoi occhi, verso i quali mostra un certo timore affermando che il giovane possiede un chakra ancora più sinistro di quello di Madara; la Volpe stessa gli consiglia di non uccidere Naruto perché se ne sarebbe potuto pentire e si arrabbia molto quando Naruto rifiuta il suo chakra per affrontare Sasuke.
Dopo i falliti tentativi da parte di Itachi, Kisame e Deidara di catturare Naruto, lo stesso capo di Alba Pain si reca al Villaggio per catturarlo senza tuttavia riuscirvi: in questa occasione Naruto, furibondo per la morte di Hinata, arriva a liberare prima sei e poi otto code, assumendo le fattezze del demone stesso. Ormai in procinto di rimuovere del tutto il sigillo, Naruto viene fermato da Minato, che gli rivela la verità e ricostruisce il sigillo per l'ultima volta.

Simbolo del clan Uzumaki

Naruto viene quindi inviato dai cinque Kage ad allenarsi insieme a Killer Bee, la forza portante del Bue a otto code, per imparare a controllare la Volpe: dopo aver ottenuto la chiave del sigillo da Gerotora Naruto lo apre e affronta il demone, venendo aiutato nello scontro da sua madre Kushina. Naruto ottiene così una parte del suo chakra.
È all'inizio della Quarta guerra ninja che Kurama inizia a provare simpatia per Naruto, offrendogli più volte il suo chakra senza prendere il suo in cambio; sempre in questa occasione il Gorilla a quattro code rivela a Naruto il nome del suo cercoterio e questi, dopo una conversazione con lui, decide di fondere il proprio chakra con quello della sua forza portante affidandogli tutto il suo potere.
Nel mezzo dello scontro la Volpe riunisce telepaticamente gli altri cercoteri con le rispettive forze portanti: nella discussione che ne segue Naruto acquisisce la fiducia di tutti i nove demoni e Kurama rivive i momenti successivi alla sua nascita, mostrando nostalgia per i tempi passati. In seguito la Volpe viene sigillata insieme agli altri cercoteri da Madara; Minato, aiutato da Obito e Kakashi, inserisce la parte Yin della Volpe nel corpo del figlio salvandolo. Dopo la guerra Kurama, oramai completa, si ricongiunge alla sua forza portante.

## La Volpe a Nove Code nella mitologia

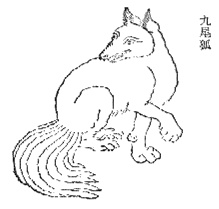
La Volpe a Nove Code in un'antica illustrazione

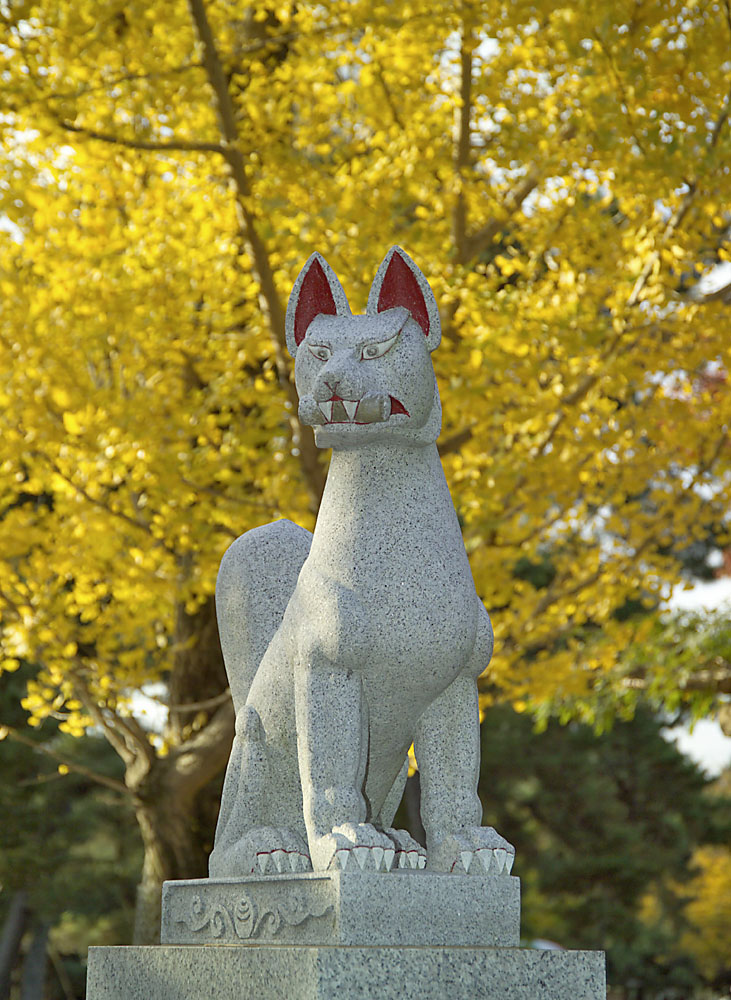
Statua di Kitsune in un altare a Inari adiacente al tempio buddhista di Todaiji a Nara

Masashi Kishimoto, l'autore del manga, per la Volpe a Nove Code, si è ispirato alla figura della volpe nella mitologia giapponese. In Giappone questa figura leggendaria è detta Kitsune?, 狐, che significa semplicemente volpe. In Giappone vivono due sottospecie di volpi: la volpe rossa giapponese (Hondo kitsune, vive sull'isola di Honshū; Vulpes vulpes japonica) e la volpe di Hokkaidō (Kita kitsune, vive sull'isola di Hokkaidō; Vulpes vulpes schrencki). Nella mitologia giapponese sono considerate demoni.
I poteri dati a questi animali sono vastissimi e sono dovuti alle numerose storie di cui fanno parte. Secondo vari racconti essi sono capaci di cambiare aspetto, di assumere sembianze umane e di entrare nei sogni, oltre alla possessione, alla capacità di appiccare il fuoco con una coda o di sputare fuoco e all'abilità di creare illusioni molto complesse. Inoltre possiedono grande intelligenza, vita lunghissima e la capacità di rigenerarsi.